# Anne Cathrine Herdorf
Anne Cathrine Herdorf, född 10 juli 1967 i Köpenhamn, är en dansk sångerska, skådespelerska och sjuksköterska.
Herdorfs genombrott kom efter att hon vunnit Dansk Melodi Grand Prix 1987 med låten En lille melodi, vilken blev mycket populär i Danmark. I Eurovision Song Contest, som hölls i Bryssel, hamnade hon på en delad femteplats tillsammans med Nederländernas Marcha med 83 poäng. Efter tävlingen gjorde hon en turné med musikgruppen Bamboo. Samma år debuterade hon som skådespelare i filmen Kampen om den røde ko och året därpå medverkade hon i Tv-serien Alle elsker Debbie. Hon innehade en av huvudrollerna i ungdomsfilmen En afgrund af frihed från 1989. Hon gjorde sig även känd som skådespelare inom teater med framträdande roller i musikaler som Sound of Music och Annie Get Your Gun. Hon återvände till Dansk Melodi Grand Prix 1992 som programledare tillsammans med Anders Frandsen. Tillsammans med sångaren Jørn Lendorph spelade hon in soundtracket Something there (da: Det er ganske vist) till Walt Disneys Skönheten och odjuret 1992. Året därpå medverkade hon i Tv-serien Værelse 17. Hon har även medverkat i ett antal revyer.
Herdorf har varit gift med pianisten och kapellmästaren Jens Krøyer. Hon har arbetat som massör, zonterapeut samt som sjuksköterska på Gentofte Hospital fram till 2010.